# Maria Mutola
Maria de Lurdes Mutola  (née le 27 octobre 1972 à Maputo) est une athlète mozambicaine, spécialiste des courses de demi-fond, et notamment du 800 mètres. Elle est la seule athlète mozambicaine de l'histoire, hommes et femmes confondus, à avoir remporté un titre mondial ou olympique. Elle est aussi la seule athlète de l'histoire avec le Kényan David Rudisha à avoir remporté quatre titres mondiaux ou olympiques sur 800 mètres.
En vingt années de compétition au plus haut niveau, elle remporte le titre olympique en 2000, compte trois victoires aux championnats du monde en plein air et sept aux championnats du monde en salle. Elle s'adjuge par ailleurs cinq titres lors des championnats d'Afrique, trois lors des Jeux africains et deux lors des Jeux du Commonwealth. 
Elle détient sur la distance du 1 000 mètres le record du monde en salle et le record d'Afrique.
Elle est aussi une footballeuse internationale.

## Biographie
Elle joue au football dans sa jeunesse, avec les garçons, et plutôt bien. Mais un jour, adolescente, à la suite d'un but marqué par elle qui permet à son équipe d'être victorieuse, l’entraîneur adverse pose une réclamation. A 14 ans, explique-t-elle, « J’ai été interdite de jouer avec les garçons et il n’existait pas d’équipe de filles ». Toutefois, un homme remarque son potentiel, et l'encourage à se consacrer à l'athlétisme en lui montrant des cassettes des exploits de Carl Lewis aux Jeux de Los Angeles, en 1984. C'est José Craveirinha, un peu entraîneur de football, mais aussi un poète, un journaliste, un militant pour l’indépendance plusieurs fois emprisonné dans les années 1960. Mutola commence la course à pied. 
À 15 ans, presque 16, elle participe aux Jeux olympiques de Séoul, mais ne se qualifie pas pour les seconds tours. Son chrono, pour autant, est bon : 2'4" au 800 m. En 1991, elle décroche une bourse olympique pour aller s’entraîner à l’université de l'Oregon, à Eugene, avec les Ducks de l'Oregon, tout en décidant de garder la nationalité mozambicaine. Elle finit quatrième des Championnats du monde en 1991 et son pays porte ses espoirs sur elle pour la première médaille olympique pour le Mozambique lors des Jeux de Barcelone. Cependant elle ne finit que cinquième du 800 m. Elle court aussi pour la seule fois de sa carrière un 1 500 mètres et finit à la neuvième place.
Dans les années qui suivent, Maria Mutola domine les épreuves de 800 mètres, gagnant le titre mondial de l'épreuve en 1993 à Stuttgart. En 1995, sa série de 42 victoires consécutives prend fin aux mondiaux de Göteborg lorsqu'elle est disqualifiée en demi-finales pour avoir empiété sur le couloir intérieur. Aux Jeux olympiques d'Atlanta en 1996, Mutola remporte la médaille de bronze, la première médaille olympique pour le Mozambique.
En 2000, lors des Jeux de Sydney, Mutola, pour sa quatrième participation à des Jeux olympiques gagne enfin la médaille d'or. En 2001 elle remporte à nouveau le titre mondial à Edmonton, au Canada.
En 2003, elle remporte la Golden League sur 800 mètres, et n'a pas à partager le jackpot de 1 000 000 $ puisqu'elle est la seule athlète à remporter les 6 meetings de cette compétition dans leur catégorie respective cette année-là. Elle crée une fondation qui porte son nom, pour lutter contre l’analphabétisme et promouvoir l’éducation des femmes.
Elle chute en finale des 800 mètres féminin aux championnats du monde d'athlétisme 2007.
Elle met un terme à sa carrière en 2008, après une 5e place en finale des Jeux olympiques de Pékin à presque 36 ans.
En 2008, elle est élue au Panthéon de la Gloire du sport africain.
Elle rebascule dans le football en 2009, évoluant dans le championnat sud-africain au Luso Africa FC puis au Mamelodi Sundowns au poste d'attaquant. Elle dispute avec l'équipe du Mozambique féminine de football les Jeux africains de 2011 ; elle marque un but en phase de groupes contre l'Algérie.
Le 24 octobre 2011, Caster Semenya annonce qu'elle a choisi Maria Mutola comme coach afin de préparer les Jeux olympiques de 2012.

## Palmarès
| Date | Compétition                    | Epreuve | Lieu          | Résultat | Performance   |
| ---- | ------------------------------ | ------- | ------------- | -------- | ------------- |
| 1988 | Championnats d'Afrique         | 800 m   | Annaba        | 2e       | 2 min 6 s 55  |
| 1990 | Championnats d'Afrique         | 1 500 m | Le Caire      | 1re      | 4 min 25 s 27 |
| 1990 | Championnats d'Afrique         | 800 m   | Le Caire      | 1re      | 2 min 13 s 54 |
| 1991 | Jeux africains                 | 800 m   | Le Caire      | 1re      | 2 min 4 s 02  |
| 1991 | Championnats du monde          | 800 m   | Tokyo         | 4e       | 1 min 57 s 63 |
| 1992 | Jeux olympiques                | 800 m   | Barcelone     | 5e       | 1 min 57 s 49 |
| 1992 | Coupe du monde des nations     | 800 m   | La Havane     | 1re      | 2 min 0 s 47  |
| 1993 | Championnats du monde en salle | 800 m   | Toronto       | 1re      |               |
| 1993 | Championnats d'Afrique         | 800 m   | Durban        | 1re      | 1 min 56 s 36 |
| 1993 | Championnats du monde          | 800 m   | Stuttgart     | 1re      | 1 min 55 s 43 |
| 1994 | Coupe du monde des nations     | 800 m   | Londres       | 1re      | 1 min 58 s 27 |
| 1995 | Championnats du monde en salle | 800 m   | Barcelone     | 1re      |               |
| 1995 | Jeux africains                 | 800 m   | Harare        | 1re      | 1 min 56 s 99 |
| 1995 | Finale mondiale                | 800 m   | Monaco        | 1re      | 1 min 55 s 72 |
| 1996 | Jeux olympiques                | 800 m   | Atlanta       | 3e       | 1 min 58 s 71 |
| 1997 | Championnats du monde en salle | 800 m   | Paris         | 1re      |               |
| 1997 | Championnats du monde          | 800 m   | Athènes       | 3e       | 1 min 57 s 59 |
| 1998 | Championnats d'Afrique         | 800 m   | Dakar         | 1re      | 1 min 57 s 95 |
| 1998 | Coupe du monde des nations     | 800 m   | Johannesbourg | 1re      | 1 min 59 s 88 |
| 1998 | Jeux du Commonwealth           | 800 m   | Kuala Lumpur  | 1re      |               |
| 1999 | Championnats du monde en salle | 800 m   | Maebashi      | 2e       |               |
| 1999 | Jeux africains                 | 800 m   | Johannesbourg | 1re      | 1 min 59 s 73 |
| 1999 | Championnats du monde          | 800 m   | Séville       | 2e       | 1 min 56 s 72 |
| 2000 | Jeux olympiques                | 800 m   | Sydney        | 1re      | 1 min 56 s 15 |
| 2001 | Championnats du monde en salle | 800 m   | Lisbonne      | 1re      |               |
| 2001 | Championnats du monde          | 800 m   | Edmonton      | 1re      | 1 min 57 s 17 |
| 2002 | Championnats d'Afrique         | 800 m   | Radès         | 1re      | 2 min 3 s 11  |
| 2002 | Coupe du monde des nations     | 800 m   | Madrid        | 1re      | 1 min 58 s 60 |
| 2002 | Jeux du Commonwealth           | 800 m   | Manchester    | 1re      |               |
| 2003 | Championnats du monde en salle | 800 m   | Birmingham    | 1re      |               |
| 2003 | Championnats du monde          | 800 m   | Paris         | 1re      | 1 min 59 s 89 |
| 2004 | Championnats du monde en salle | 800 m   | Budapest      | 1re      |               |
| 2004 | Jeux olympiques                | 800 m   | Athènes       | 4e       | 1 min 56 s 51 |
| 2005 | Championnats du monde          | 800 m   | Helsinki      | 4e       | 1 min 59 s 71 |
| 2006 | Championnats du monde en salle | 800 m   | Moscou        | 1re      |               |
| 2006 | Championnats d'Afrique         | 800 m   | Bambous       | 2e       | 2 min 1 s 08  |
| 2006 | Jeux du Commonwealth           | 800 m   | Melbourne     | 3e       | 1 min 58 s 77 |
| 2008 | Championnats du monde en salle | 800 m   | Valence       | 3e       | 2 min 2 s 97  |
| 2008 | Championnats d'Afrique         | 800 m   | Addis-Abeba   | 2e       | 2 min 0 s 47  |
| 2008 | Jeux olympiques                | 800 m   | Beijing       | 5e       | 1 min 57 s 68 |

## Records
Son record personnel aux 800 mètres est de 1 min 55 s 19 établi à Zurich le 17 août 1994.
| Épreuve   | Épreuve | Performance   | Lieu      | Date            |
| --------- | ------- | ------------- | --------- | --------------- |
| Plein air | 400 m   | 51 s 37       | Monaco    | 2 août 1994     |
| Plein air | 800 m   | 1 min 55 s 19 | Zurich    | 17 août 1994    |
| Plein air | 1 000 m | 2 min 29 s 34 | Bruxelles | 25 août 1995    |
| Salle     | 800 m   | 1 min 57 s 06 | Liévin    | 21 février 1999 |
| Salle     | 1 000 m | 2 min 30 s 94 | Stockholm | 25 février 1999 |